# Radiotelevisió Valenciana
Radiotelevisió Valenciana (RTVV) è stato un ente pubblico che si occupava delle trasmissioni radiotelevisive nella Comunità Valenciana.
Il 5 novembre 2013, il governo valenciano ne ha annunciato la chiusura, sostenendo di non poter farsi carico della riassunzione di più di mille impiegati mandati a casa in seguito a un licenziamento collettivo. La legge è stata approvata il 27 novembre successivo con la maggioranza assoluta del governo di Alberto Fabra.
All'alba del 29 novembre, la polizia e i liquidatori nominati dall'esecutivo della comunità autonoma sono entrati nel centro di produzione di Burjassot per procedere allo spegnimento definitivo del segnale televisivo. Nou Ràdio ha cessato di trasmettere alle 23:30 del 28 novembre, riprendendo le trasmissioni il giorno successivo alle ore 10:00 tramite la frequenza di Sí Ràdio, mentre Nou terminava le trasmissioni alle ore 12:19 del 29 novembre. Anche Sí Ràdio ha cessato di trasmettere poche ore più tardi, alle 16:36 dello stesso giorno, divenendo quindi l'ultimo canale dell'azienda a terminare le trasmissioni.

## Storia
Nel luglio 1984, le Corts approvano la Llei de Creació de la Radiotelevisió Valenciana, un decreto che sanciva la creazione di un ente pubblico radiotelevisivo per la Comunità Valenciana, stabilendo così la gestione dei servizi di radio e televisione tramite due imprese pubbliche in forma di società anonime, la Televisió Autonòmica Valenciana S.A. e la Ràdio Autonomía Valenciana S.A. Nonostante siano due società distinte, esse dipendono dello stesso organo, ossia RTVV. Il capitale dell'impresa è esclusivamentente apportato dalla Generalitat Valenciana, in accordo alla suddetta legge.
Il 9 ottobre 1989, in concomitanza con i festeggiamenti del Día de la Comunidad Valenciana, iniziano le trasmissioni del primo canale del gruppo, Canal 9.
Il 1º agosto 2009 Canal 9 inizia le trasmissioni in alta definizione con Canal 9 HD (divenuto poi Nou HD), che trasmetteva buona parte della programmazione in upscaling e alcuni contenuti in HD nativo.
A ottobre 2013, Canal 9 è divenuto semplicemente Nou.

### La chiusura
A gennaio 2012 RTVV annuncia un ERE (acronimo di Expediente de regulación de empleo, equivalente al licenziamento collettivo previsto dalla legislazione italiana) per più di 1.100 dipendenti.
Dopo diciassette anni di gestione dei direttori generali nominati dal Partito Popolare, RTVV aveva accumulato agli inizi del 2012 debiti per più di 1.200 milioni di euro e un organico composto da 1.700 lavoratori. La soluzione che ha proposto la Generalitat Valenciana, allora presieduta da Alberto Fabra, è stata quella di annunciare a gennaio di quell'anno un ERE che incidesse sui due terzi dell'organico e presentare alle Corts, dove il PP ha la maggioranza assoluta, un nuovo statuto della Radiotelevisió Valenciana che permettesse di privatizzare alcune fasce orarie della programmazione. Il 17 luglio venne approvato l'ERE che porterà al licenziamento di 1.295 su un totale di 1.695 dipendenti della RTVV.
In seguito a ciò la direzione della RTVV decise che, a partire dal 6 luglio 2013, Canal Nou 2 e Canal Nou 24 si sarebbero fusi in un nuovo canale, che avrebbe mantenuto la denominazione di quest'ultimo e sarebbe stato improntato all'informazione, alla cultura e alle repliche di alcuni programmi. Questo canale, sorto della fusione dei due già citati, si sarebbe dedicato alla trasmissione di qualsiasi contenuto culturale o artistico atto a promuovere la diffusione della lingua e della cultura valenciana. La fusione di entrambi i canali è stata approvata il 5 luglio 2013, permettendo così all'azienda un risparmio annuale di 2,7 milioni di euro.
Con questa riorganizzazione viene sancita l'integrazione dell'ente radiofonico con quello audiovisivo.
Il 9 ottobre 2013 avviene il restyling dei canali del gruppo: Canal 9 diventa Nou Televisió, Canal Nou 24 diviene semplicemente Nou 24 e Canal Nou HD viene rinominato in Nou HD.
Il 5 novembre 2013 il Tribunal Superior de Justícia de la Comunitat Valenciana ha dichiarato nullo l'ERE di RTVV: dalla sentenza si evince che l'ERE avrebbe attentato contro i diritti fondamentali e le libertà pubbliche dei lavoratori. Nel pomeriggio dello stesso giorno, la Generalitat Valenciana annuncia la chiusura del gruppo, ponendo fine a 24 anni di trasmissioni.
Il 27 novembre 2013 le Corts Valencianes approvano all'unanimità, solo con i voti del PP, il decreto per la liquidazione di RTVV, suscitando polemiche da parte dell'opposizione, che annuncia di volerlo portare in tribunale; entrerà in vigore il giorno successivo.
Il 29 novembre 2013 a mezzogiorno, il telegiornale di Nou, che trasmetteva in diretta senza sosta dalla notte precedente, annuncia la chiusura delle trasmissioni radiofoniche e nel frattempo informava sulla situazione in corso. Alle 12:19, Nou cessa le trasmissioni; RTVV diventa così la prima azienda pubblica radiotelevisiva a chiudere in periodo di democrazia.

### La riapertura
Dopo la chiusura di RTVV, si sono realizzati numerosi schieramenti a favore della riapertura dell'ente pubblico. Il 13 novembre 2014, viene ammessa un'iniziativa legislativa popolare in cui si chiede la riapertura di RTVV.
Il 24 maggio 2015, dopo le elezioni per le Corts e in seguito alla formazione di un nuovo governo con PSPV e Compromís, l'esecutivo ha promesso di riaprire RTVV.
Il 22 dicembre 2015 viene approvata una legge che deroga la chiusura di RTVV, con i voti favorevoli di socialisti, Compromís e Podemos, e l'astensione del Partito Popolare e di Ciudadanos.
Il 9 maggio 2016 le Corts danno il via libera al nuovo gruppo chiamato Corporación Valenciana de Medios de Comunicación (CVMC).

## Canali

### TV
La Televisió Valenciana ha iniziato le sue trasmissioni in via sperimentale il 2 settembre 1989 e quelle regolari il 9 ottobre (giorno della Comunità Valenziana). Questi sono i canali televisivi presenti al momento della chiusura
| Logo | Canale  | Descrizione |
| ---- | ------- | --- |
|      | Nou     | È stato il primo canale della televisione pubblica della Comunitat Valenciana e trasmetteva dal centro di produzione di Burjassot. I suoi contenuti erano principalmente in valenciano. |
|      | Nou HD  | Emetteva in 1080i (HDTV) il segnale di Nou Televisió, con la maggior parte della programmazione in upscale; solo alcuni film e alcune partite di calcio erano trasmesse in HD nativo. |
|      | Nou Dos | Era il secondo canale dell'azienda. La sua programmazione si basava principalmente su autoproduzioni integralmente in valenciano. Questo canale ha sostituito Punt 2, il quale precedentemente ha sostituito N9 (Notícies 9). Dal 6 luglio 2013 si fonde con Canal Nou 24; il nome è stato successivamente utilizzato per un contenitore di programmi per bambini sul portale RTVV.es.                                                    |
|      | Nou 24  | A settembre 2008, RTVV annunciò lo sbarco di un canale all-news sul digitale terrestre. Integralmente in valenciano, ha cominciato le sue trasmissioni il 3 febbraio 2009. Sostituisce, per quanto riguarda il nome, il canale all-news 24/9. Il 6 luglio 2013 Nou 2 e Nou 24 si fondono in un nuovo canale, che mantiene quest'ultima denominazione ed è improntato all'informazione, alla cultura e alle repliche delle autoproduzioni. |

### Radio
La Ràdio Valenciana ha iniziato le sue trasmissioni sperimentali il 2 settembre 1989 e quelle regolari il 9 ottobre (giorno della Comunità Valenziana) dello stesso anno, così come accaduto per il canale televisivo principale. La RAV era composta da due canali:
| Logo | Canale    | Descrizione |
| ---- | --------- | --- |
|      | Nou Ràdio | Era il canale principale radiofonico dell'ente pubblico. Trasmetteva una programmazione in valenziano per tutto il territorio. |
|      | Sì Ràdio  | Era il canale musicale della radio valenciana.                                                                                 |

### Internet
Era il portale web dell'azienda, in cui si potevano trovare contenuti on-demand riguardo alle trasmissioni di RTVV. In seguito alla chiusura diventò un sito informativo per gli ex-dipendenti.

## Loghi
| 1989-2005 | 2005-2013 | 2013 |
| --------- | --------- | ---- |